# Панкалли, Лука
Лука Панкалли (итал. Luca Pancalli; род. 16 апреля 1964 года, Рим, Италия) — деятель итальянского олимпийского движения, спортивный администратор, многократный чемпион и призёр Паралимпийских игр, мира и Европы по плаванию.

## Биография
- Обучался в техническом лицее.
- Обучался в Римском университете Ла-Сапиенца, где изучал правоведение.
- Начинал свою юридическую деятельность в качестве юридического представителя, нотариуса.
- С 1990 года — Национальный ответственный за социальную политику и член Национального руководства Итальянского союза труда — крупнейшей профсоюзной организации Италии.
- В 1997 году сдаёт государственный экзамен и становится адвокатом.

### Спортивная карьера
Занимался Современным пятиборьем. Победил на чемпионате Италии среди юниоров трижды (1978—1980).

## Травма
В 1981 году, после падения с лошади во время чемпионата мира среди юниоров в Австрии, был парализован.

## Спорт
После травмы, стал заниматься плаванием. Принял участие в четырёх Паралимпийских играх: в Нью-Йорке — Сток-Мандевиле в 1984 году, в Сеуле в 1988 году, в Барселоне в 1992 году и в Атланте в 1996 году. Завоевал 8 золотых, 6 серебряных и 1 бронзовую паралимпийскую медаль. Восьмикратный чемпион мира и шестикратный чемпион Европы.

### Работа в национальных спортивных организациях
- В 1993 году основал Итальянскую федерацию спорта специальных возможностей (FISAPS). До 1996 года был президентом этой организации.
- С 1996 года — вице-президент Итальянской федерации спорта инвалидов (FISD).
- С 2000 года — президент FISD. Через 3 года, благодаря его активной деятельности по развитию спорта для инвалидов, в соответствии с законом Италии, FISD преобразована в Паралимпийский комитет Италии. Является президентом Паралимпийского комитета Италии.
- С 2005 года — вице-президент Национального олимпийского комитета Италии.
- С 21 сентября 2006 года по 2 апреля 2007 года — чрезвычайный комиссар Итальянской федерации футбола. Возглавлял ИФФ в ранге чрезвычайного комиссара, а не президента, так как был назначен НОК Италии, а не избран федерацией. Сменил на посту другого чрезвычайного комиссара Гвидо Росси. Частая смена руководителей ИФФ и назначение комиссаров были вызваны последствиями коррупционного скандала в итальянском футболе 2006 года.[1]

## Награды
- Великий офицер ордена «За заслуги перед Итальянской Республикой» (21 марта 2006 года)[2]
- Командор ордена «За заслуги перед Итальянской Республикой» (27 декабря 2004 года)[3]
- Офицер ордена «За заслуги перед Итальянской Республикой» (1 июня 2001 года)[4]
- 4 золотые медали «За спортивную доблесть» (1985, 1989, 1991, 1995)
- Золотая цепь за спортивные заслуги (НОК Италии) — высшая награда олимпийского движения Италии.

## Семья
Женат, имеет двух дочерей.